# Hartmut Schade
Hartmut Schade (Radeberg, 13 novembre 1954) è un allenatore di calcio ed ex calciatore tedesco, di ruolo centrocampista.

## Carriera

### Giocatore
Entrato nelle giovanili della Dinamo Dresda a 14 anni, dopo aver vinto il campionato delle sezioni giovanili nel 1972, fu promosso in prima squadra, in cui esordì il 31 marzo 1973 in occasione di un incontro con l'Union Berlino. A partire dalla stagione successiva Schade occupò il posto da titolare mantenendolo fino al 1984, anno del suo ritiro dal calcio giocato. In undici anni di militanza Schade conquistò quattro titoli nazionali e tre edizioni della Coppa della Germania Est, totalizzando 198 presenze in campionato e 35 nelle coppe europee.

Schade (n. 8) nel 1973, mentre elude l'intervento di Anastasi nel corso della sfida di Coppa dei Campioni fra la sua Dynamo e la Juventus.

Convocato in nazionale fino al 1980 (totalizzando trentuno presenze e cinque gol), vi esordì il 12 ottobre 1975 in occasione di un incontro delle qualificazioni al campionato d'Europa 1976 contro la Francia. Partecipò inoltre alle gare della Nazionale olimpica che prese parte ai Giochi olimpici nel 1976, vincendo la medaglia d'oro dopo aver sconfitto la Polonia in finale. Debuttò l'ultimo quarto d'ora della gara contro la Spagna quando entrò al posto di Weber. Fu un suo gol, dopo sette minuti, a dare il via alla vittoria in finale contro la Polonia.

### Allenatore
Subito dopo il ritiro dal calcio giocato Schade fu assunto nello staff della Dinamo Dresda, divenendo, a partire dal 1990, vice allenatore di Reinhard Häfner. Sollevato dall'incarico nel 1991 assieme ad Häfner dopo aver vinto un campionato e aver guadagnato la promozione in Bundesliga, Schade assunse la guida della prima squadra della Dinamo Dresda dal 1996 fino al 1998. In seguito, dal 1999 al 2001, allenò la squadra delle riserve del Monaco 1860.

## Palmarès

### Giocatore

#### Club
- DDR-Oberliga: 4

Dinamo Dresda: 1972-1973, 1975-1976, 1976-1977, 1977-1978
- Coppa della Germania Est: 3

Dinamo Dresda: 1976-1977, 1981-1982, 1983-1984

#### Nazionale
- Oro olimpico: 1

Montréal 1976